# Ingeborg Holm
Ingeborg Holm är en svensk stumfilm i fem akter från 1913 i regi av Victor Sjöström, med Hilda Borgström i titelrollen. Filmen baserades på Nils Kroks pjäs med samma namn från 1906, och handlar om Ingeborg Holm, som efter makens död misslyckas med att försörja sina barn. Barnen tas ifrån henne och hon hamnar på "dårhuset". Folk blev så upprörda av filmen att det blev en ändring av den dåvarande fattigvårdslagstiftningen, det vill säga 1871 års fattigvårdförordning ändrades 1918 till 1918 års fattigvårdslag).
Filmen ses allmänt som ett av den svenska filmens första stora mästerverk.

## Handling
Filmen börjar i en koloniträdgård om sommaren. Ingeborg Holm (Hilda Borgström), maken Sven (Aron Lindgren) och deras tre barn leker och roar sig. När de kommer hem har ett brev kommit till Sven. Han har beviljats ett lån på tio tusen kronor för att öppna en speceriaffär. Sven börjar inreda sin butik, men snart faller han ihop i affären. Han har drabbats av lungsot och beordras vila av läkaren. Affären sköts tills vidare av ett butiksbiträde som emellertid mest är intresserad av flickor.
Inom kort dör Sven, och Ingeborg kan inte betala skulder och räkningar på butiken. Hon vänder sig därför till fattigvården. De råder henne att utackordera barnen och arbeta för dem. Ingeborg har inget val, och får arbeta med att städa fattighemmet och bo med de andra fattighjonen. Snart utackorderas de tre barnen till olika fosterfamiljer.
Av en slump hittar Ingeborg när hon städar inne på fattigvårdsstyrelsens kontor ett brev från en av fosterföräldrarna. Hennes dotter Valborg är sjuk. Ingeborg ber om att få resa och besöka henne, men nekas, varför hon på natten rymmer för att söka rätt på dottern. På morgonen upptäcks flykten och hon får polisen efter sig. Samtidigt frågar sig Ingeborg fram. Hon får hjälp av en ung bondfamilj, som även gömmer henne undan polisen när de kommer och letar efter henne. Till sist kommer hon fram till fostermoderns gård, där hon blir upphunnen av polisen. Hon tillåts dock se sitt barn innan de för henne tillbaka till fattigvården.
Någon tid därefter är det ”uppvisningsdag” på fattigvården, och Ingeborg får träffa sin yngsta dotter. Dottern känner dock inte längre igen sin mor, vilket får Ingeborg att bryta ihop. Hon gör en trasdocka av sin sjal och försöker leka med dottern, som börjar gråta. Ingeborg förlorar nu förståndet; hon vaggar trasdockan i sina armar i tron att den är hennes barn. Hon hamnar därför på sinnessjukhusavdelningen på fattigvården.
Femton år senare kommer sonen Erik, som nu är sjöman, för att hälsa på sin mor. Han får först nu höra att modern sitter på sinnessjukhusavdelningen, och upptäcker till sin förskräckelse att modern inte längre känner igen honom. Han visar ett fotografi av henne som ung med texten ”Till Erik från mor”, vilket får henne att minnas honom och komma ur sina vanföreställningar.

## Om filmen
Förlaga till filmen är Nils Kroks pjäs Ingeborg Holm, som uruppfördes på Helsingborgs stadsteater under Hjalmar Selander den 5 november 1906. Sjöström turnerade senare flera gånger med pjäsen. Krok skrev ett filmmanus baserat på pjäsen 1911, och försökte förgäves sälja det både till Svenska Biografteatern och till Nordisk Film i Köpenhamn. Han gav året därpå manuset till Sjöström, som dock lade det åt sidan.
Hilda Borgström påpekade sommaren 1913 för Svenska Bios direktör Charles Magnusson att hennes kontrakt skulle gå ut inom 17 dagar. Borgström var med 5 000 kronor för 30 dagar bolagets bäst betalda skådespelare, och både hon och Magnusson tyckte att det var synd att hon använts så lite. Sjöström fick i uppgift att leta upp ett lämpligt manus att spela in, och valet föll på Ingeborg Holm. Krok fick 250 kronor för manuset, och inspelningen påbörjades omkring en vecka senare.
Filmens interiörer spelades in i Svenska Biografteaterns ateljéer på Lidingö, medan exteriörerna spelades in på Lidingö och i Stockholm med omgivningar. Den premiärvisades på Cosmorama i Göteborg den 27 oktober 1913, och fick Stockholmspremiär den 10 november samma år.
Filmen är den första filmen i Sverige, och möjligen den första i världen, som påverkat samhällsdebatten och åstadkommit förändringar. Förutom till de nordiska länderna såldes filmen till England och Tyskland.

## Rollista i urval
- Hilda Borgström – Ingeborg Holm
- Georg Grönroos – kommissarien på fattighuset
- William Larsson – A. Sjögren, länsman
- Aron Lindgren – Sven Holm, Ingeborgs man/sonen Erik som vuxen
- Eric Lindholm – bodbiträdet
- Richard Lund – läkaren på fattighuset
- Hugo Björne – bonden som gömmer Ingeborg (troligen)
- Bertil Malmstedt – Erik som barn
- Thure Holm – ledamot av fattigvårdsstyrelsen
- Hugo Tranberg – ledamot av fattigvårdsstyrelsen
- Axel Janse – ledamot av fattigvårdsstyrelsen
- Robert Johnson – ett biträde på fattighuset
- Ruth Weijden – en sköterska på fattighuset

## Övrigt
Filmmanuset till Ingeborg Holm samt dramat med samma namn finns nyutgivet på Atrium Förlag (2008).